# Асенсио, Меланио
Меланио Асенсио Монтес (исп. Melanio Asensio Montes; 18 мая 1936, Бименес, Астурия — 14 января 2021, Овьедо, Астурия) — испанский легкоатлет, выступавший в беге на короткие дистанции. Участник летних Олимпийских игр 1960 года.

## Биография
Меланио Асенсио родился 18 мая 1936 года в испанском муниципалитете Бименес.
В школьные годы занимался прыжками в высоту, однако к 15 годам показал прогресс как спринтер. После окончания школы отправился учиться в Мадрид, однако не получил образования.
Выступал в легкоатлетических соревнованиях за мадридский «Реал». Четыре раза становился чемпионом Испании — трижды в беге на 100 метров (1956, 1960, 1962) и один раз в беге на 200 метров (1960). 15 раз становился рекордсменом страны в беге на 100 и 200 метров и эстафете 4х100 метров.
19 раз участвовал в международных соревнованиях в составе сборной Испании.
В 1955 году выступал на Средиземноморских играх в Барселоне, где выбыл в полуфинале в беге на 100 метров и занял 4-е место в эстафете 4х100 метров.
В 1960 году вошёл в состав сборной Испании на летних Олимпийских играх в Риме. В беге на 200 метров занял в 1/8 финала 5-е место, показав результат 22,45 секунды и уступив 0,85 секунды попавшему в четвертьфинал Рафаэлю Ромеро из Венесуэлы.
В 1964 году должен был участвовать в летних Олимпийских играх в Токио, однако из-за травмы, полученной за месяц до старта, не смог выступать. Тем не менее президент «Реала» Сантьяго Бернабеу оплатил Асенсио поездку в Токио.
В 1966 году завершил выступления.
Сменив несколько мест работы, нашёл возможность заниматься коневодством и портретной живописью.
Умер 14 января 2021 года в испанском городе Овьедо.

## Личные рекорды
- Бег на 100 метров — 10,5[1]
- Бег на 200 метров — 21,6 (1960)[1]

## Память
В октябре 2021 года муниципальный спортивный центр в Бименесе назван именем Меланио Асенсио.